# Comté de Pingtung

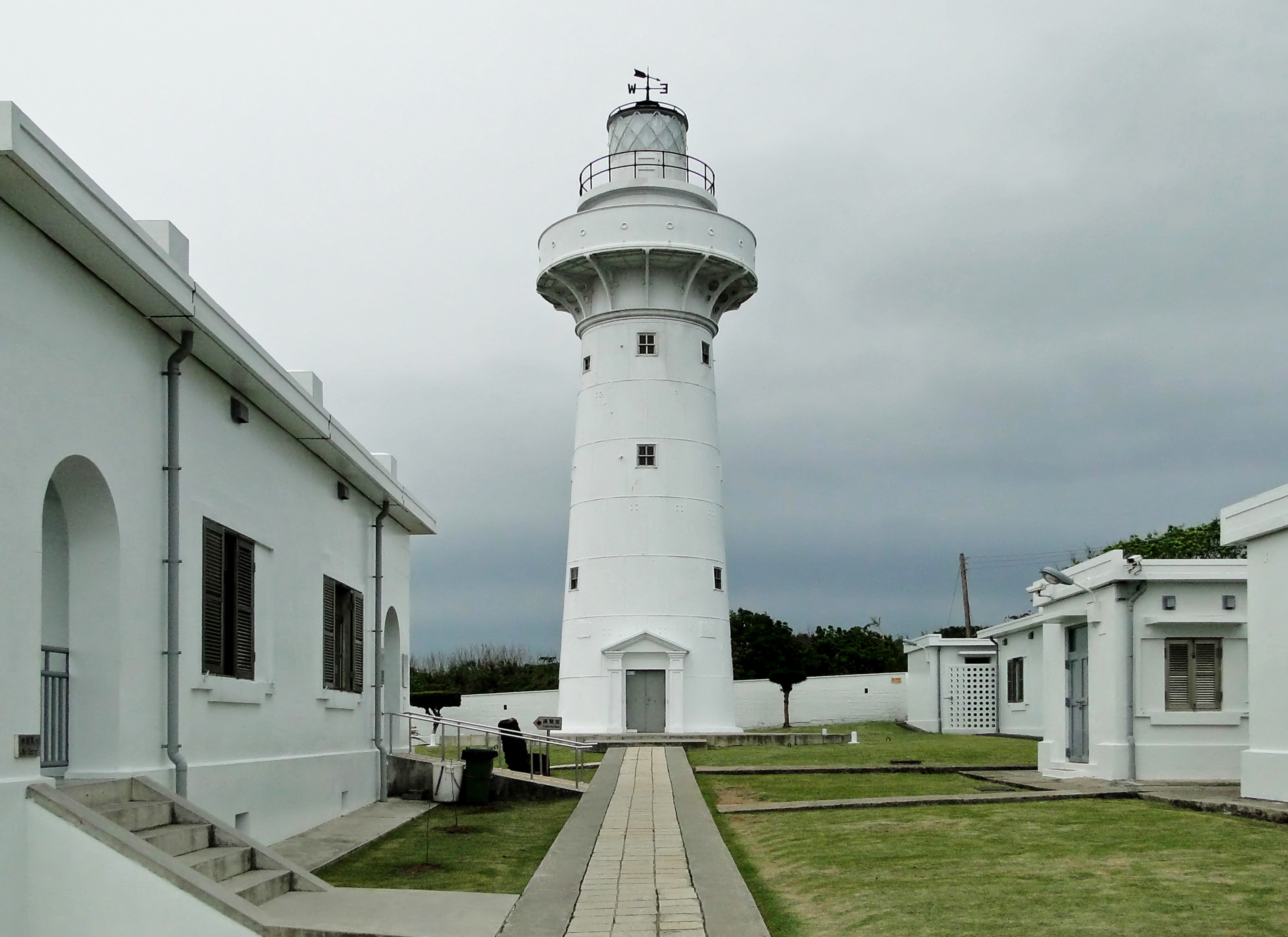
Phare d'Eluanbi.

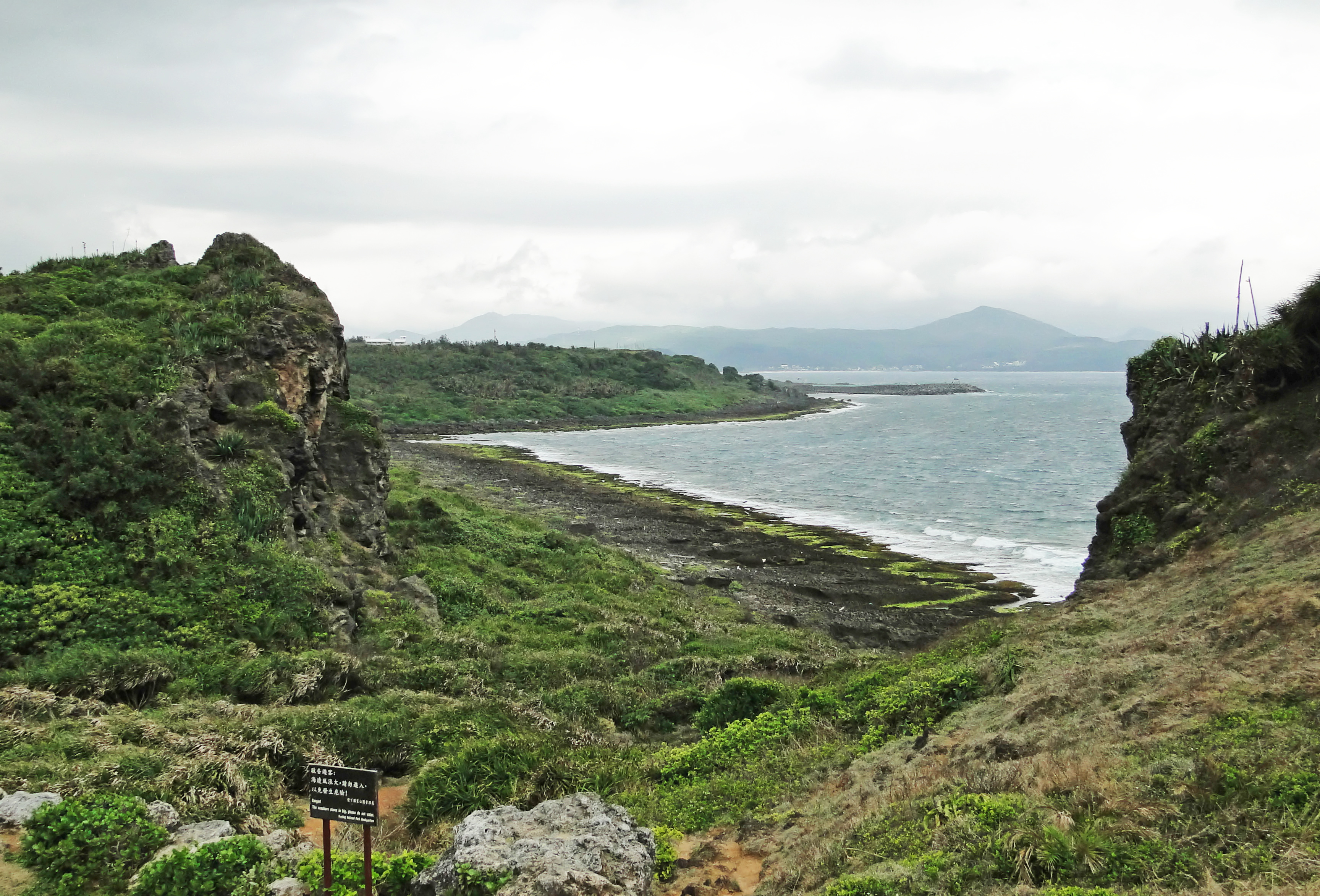
Cap Maobitou.

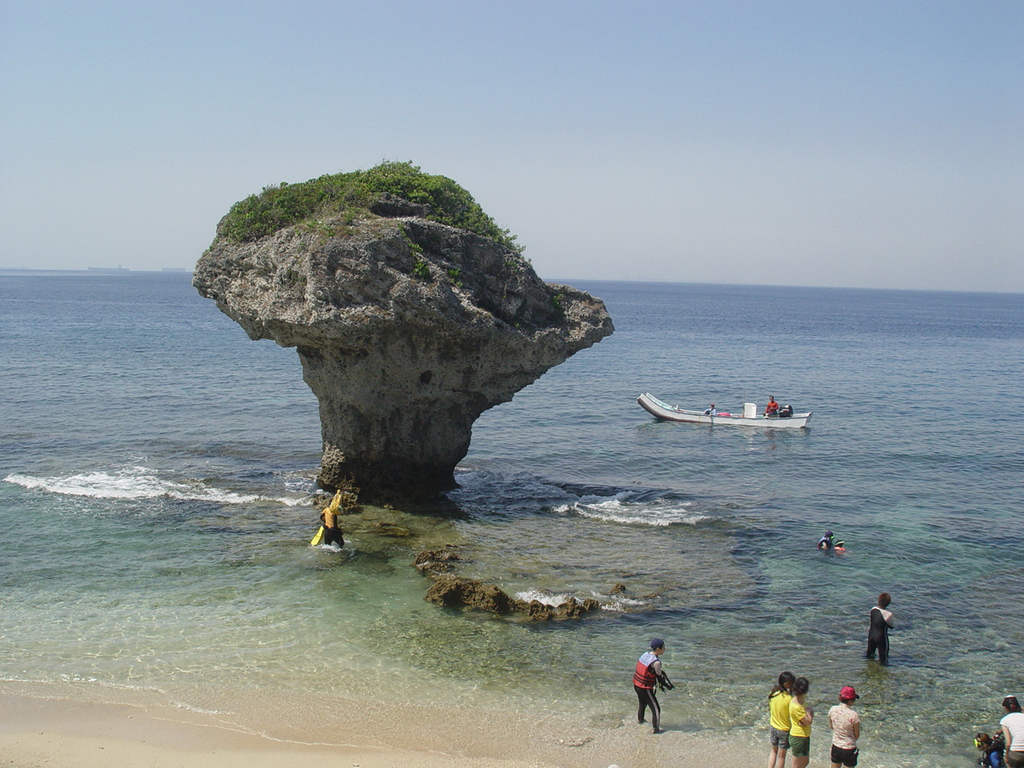
Vase Rock, îlot de Liuqiu.

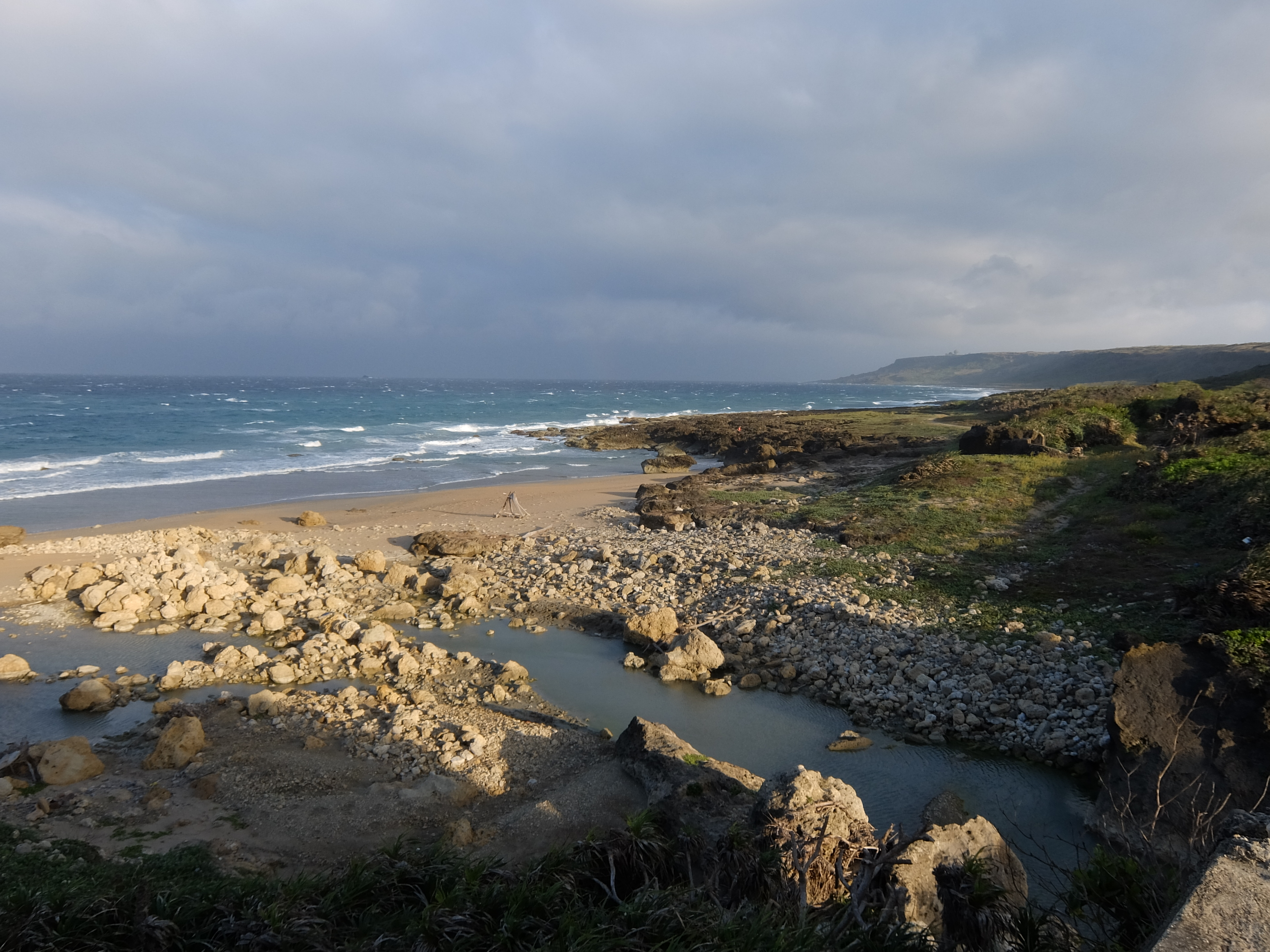
Plage de Manzhou.

Le comté de Pingtung (屏東縣) est un comté de république de Chine (Taïwan). Sa capitale est la ville Pingtung.
Elle représente 2 776 km2 pour une population totale de 890 753 habitants.

## Histoire
L'actuel comté de Pingtung et Kaohsiung faisaient partie de la province de Wan-nien (萬年州) durant le Royaume de Tungning et de la préfecture de Fengshan durant la Dynastie Qing. La ville la plus importante du comté de Pingtung est Pingtung.
Le toponyme « Pingtung » vient du nom d'une montagne voisine : le « mont Ban-Ping » (半屏山). En chinois mandarin, le mot « tung » désigne le point cardinal est et le nom Pingtung veut dire « à l'est de (Mont Ban) Ping ».
Jusqu'au XIXe siècle, cette région de la Taïwan fut un choix de prédilection pour les criminels chinois en exil et un point d'ancrage occasionnel pour les marins. Il existait uniquement une colonie près de l'actuelle agglomération de Checheng. 
En 1664, des immigrants Chinois, Cantonais et Hakka s’y installèrent, et y développèrent un système de fermage suivant un système de concessions agricoles mis en place par Zheng Jing.
Pingtung City, la ville la plus importante du comté de Pingtung, portait anciennement le nom d'« A-kâu » (阿猴 en Hoklo), c’était le lieu de résidence de la tribu aborigène des Makatao. Dans leur langue, « A-kâu » signifie « la forêt ».

## Géographie
Le comté de Pingtung est situé dans la partie occidentale de Taïwan, au sud de l'île.

## Subdivisions administratives
Le comté comporte 1 ville, 3 communes urbaines et 29 communes rurales.

### Ville
1. Pingtung (屏東市).

## Administration
| Nom (généralement Hanyu Pinyin) | Hanzi    | Wade-Giles  | Tongyong Pinyin | Hoklo(POJ)  | Hakka Pha̍k-fa-sṳ |
| ------------------------------- | -------- | ----------- | --------------- | ----------- | ---------------- |
| Ville                           |          |             |                 |             |                  |
| Pingtung (ville de)             | 屏東市   | P'ing-tung  | Pingdong        | Pîn-tong    | Phìn-tûng        |
| Communes urbaines               |          |             |                 |             |                  |
| Commune de Chaozhou             | 潮州鎮   | Ch'ao-chou  | Chaojhou        | Tiô-chiu    | Tshèu-chû        |
| Commune de Donggang             | 東港鎮   | Tung-kang   | Donggang        | Tang-káng   | Tûng-kóng        |
| Commune de Hengchun             | 恆春鎮   | Heng-ch'un  | Hengchun        | Hêng-chhun  | Hèn-tshûn        |
| Communes rurales                |          |             |                 |             |                  |
| Commune de Changzhi             | 長治鄉   | Ch'ang-Chih | Changjhih       | Tióng-tī    | Tshòng-tshṳ      |
| Commune de Checheng             | 車城鄉   | Ch'e-ch'eng | Checheng        | Chhia-siâⁿ  | Tshâ-sàng        |
| Commune de Chunri               | 春日鄉   | Ch'un-jih   | Chunrih         | Chhun-ji̍t   | Tshûn-ngit       |
| Commune de Fangliao             | 枋寮鄉   | Fang-liao   | Fangliao        | Pang-liâu   | Piông-liàu       |
| Commune de Fangshan             | 枋山鄉   | Fang-shan   | Fangshan        | Pang-soaⁿ   | Piông-sân        |
| Commune de Gaoshu               | 高樹鄉   | Kao-shu     | Gaoshu          | Ko-chhiū    | Kô-su            |
| Commune de Jiadong              | 佳冬鄉   | Chia-tung   | Jiadong         | Ka-tang     | Kâ-tûng          |
| Commune de Jiuru                | 九如鄉   | Chiu-ju     | Jiouru          | Kíu-jû      | Kiú-yì           |
| Commune de Kanding              | 崁頂鄉   | K'an-ting   | Kanding         | Khàm-téng   | Kham-táng        |
| Commune de Laiyi                | 來義鄉   | Lai-i       | Laiyi           | Lâi-gī      | Lòi-ngi          |
| Commune de Ligang               | 里港鄉   | Li-kang     | Ligang          | Lí-káng     | Lî-kóng          |
| Commune de Linbian              | 林邊鄉   | Lin-pian    | Linbian         | Nâ-piⁿ      | Lìm-piên         |
| Commune de Linluo               | 麟洛鄉   | Lin-luo     | Linluo          | Lîn-lo̍k     | Lìm-lo̍k          |
| Commune de Liuqiu (îlot)        | 琉球鄉   | Liu-ch'iu   | Liouciou        | Liû-khiû    | Liù-khiù         |
| Commune de Majia                | 瑪家鄉   | Ma-chia     | Majia           | Má-ka       | Mâ-kâ            |
| Commune de Manzhou              | 滿州鄉   | Man-chou    | Manjhou         | Bóan-chiu   | Mân-chû          |
| Commune de Mudan                | 牡丹鄉   | Mu-tan      | Mudan           | Bó͘-tan      | Méu-tân          |
| Commune de Nanzhou              | 南州鄉   | Nan-chou    | Nanjhou         | Lâm-chiu    | Nàm-chû          |
| Commune de Neipu                | 內埔鄉   | Nei-p'u     | Neipu           | Lāi-po͘      | Lui-phû          |
| Commune de Sandimen             | 三地門鄉 | San-ti-men  | Sandimen        | Soaⁿ-tē-mn̂g | Sâm-thi-mùn      |
| Commune de Shizi                | 獅子鄉   | Shih-tzu    | Shihzih         | Sai-chú     | Sṳ̂-é             |
| Commune de Taiwu                | 泰武鄉   | T'ai-wu     | Taiwu           | Thài-bú     | Thai-vú          |
| Commune de Wandan               | 萬丹鄉   | Wan-tan     | Wandan          | Bān-tan     | Van-tân          |
| Commune de Wanluan              | 萬巒鄉   | Wan-luan    | Wanluan         | Bān-loân    | Van-lòng         |
| Commune de Wutai                | 霧臺鄉   | Wu-t'ai     | Wutai           | Bū-tâi      | Vu-thòi          |
| Commune de Xinpi                | 新埤鄉   | Hsin-p'i    | Sinpi           | Sin-pi      | Sîn-phî          |
| Commune de Xinyuan              | 新園鄉   | Hsin-yuan   | Sinyuan         | Sin-hn̂g     | Sîn-yèn          |
| Commune de Yanpu                | 鹽埔鄉   | Yen-p'u     | Yanpu           | Iâm-po͘      | Yâm-phû          |
| Commune de Zhutian              | 竹田鄉   | Chu-t'ien   | Jhutian         | Tek-chhân   | Tsuk-thièn       |

## Universités et écoles supérieures
- National Pingtung University of Education
- National Pingtung University of Science and Technology
- National Pingtung Institute of Commerce
- Tajen University
- Yung Ta Institute of Technology and Commerce
- Meiho Institute of Technology
- Kao Fong College

## Festivals
- Festival International de musique et chansons folk d'Hengchun
- Spring Scream Festival (Festival de musiques rock et alternatives à Kenting)
- Festival du pied de cochon (Commune de Wanluan/Ville de Pingtung)
- Festival du thon rouge (Commune de Donggang)
- Festival du mérou (Pang-liâu)

## Tribus aborigènes
- Pingpu
- Paiwan
- Rukai

## films
Cape No. 7

## Personnalités
Les personnalités suivantes sont nées à Pingtung : 
- Ang Lee, réalisateur de films ;
- Robin Lee, réalisatrice de films ;
- Lin Feng-jiao, actrice ;
- Eh-ah Ho, acteur (son vrai nom était Chen Liu-er) ;
- Jang Chuen-Feng, actrice ;
- Aven Chen, peintre ;
- Boonky Ho, peintre ;
- Fu-Te Ni, joueur de baseball ;
- Su Tseng-chang, personnalité politique, ancien premier ministre ;
- Tsai Ing-wen, personnalité politique ;
- Su Chia-chyuan, personnalité politique ;
- Ella Chen, chanteuse et membre du groupe S.H.E.
- Chiau Wen-Yan, législateur et politicien taïwanais.

Les célébrités suivantes vivent à Pingtung : 
- Robin Dale, chanteur.